# Tom Boyd
Thomas "Tom" Boyd (Glasgow, 24 de novembro de 1965) é um ex-futebolista escocês. Possuindo forte ligação com o Celtic Football Club, onde ficou de 1992 a 2003, quando encerrou a carreira, Boyd ficou conhecido no Brasil após marcar um gol contra a favor da Seleção Canarinho, que venceu os escoceses.

## Títulos
Motherwell
- Scottish Cup: 1990–91

Celtic
- Scottish Premier League (3): 1997–98, 2000–01, 2001–02
- Scottish Cup: 1994–95, 2000–01
- Scottish League Cup (3):1997–98, 1999–00, 2000–01

### Individual
- Scotland national football team roll of honour : 1997